# Harley-Davidson Sportster

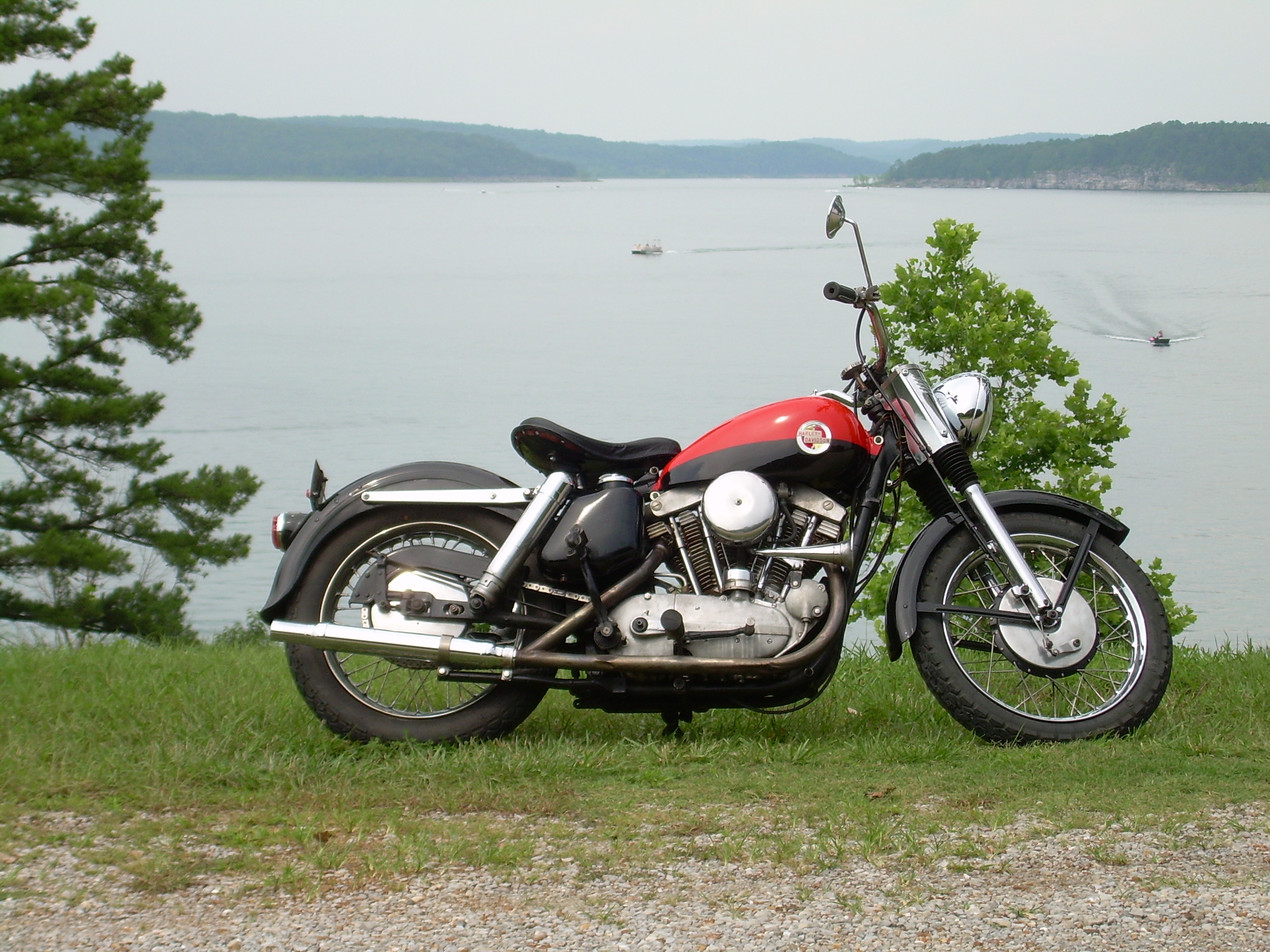
Harley-Davidson XL Sportster de 1957.

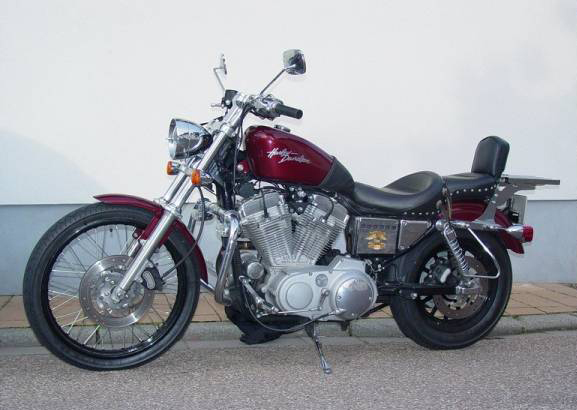
Harley-Davidson Sportster 883 Custom de 2002.

La Harley-Davidson Sportster est une gamme de motos fabriquées de manière continue depuis 1957 par Harley-Davidson. Les modèles Sportster sont désignés par un code produit de Harley-Davidson commençant par « XL ». En 1952, sont commercialisés les prédécesseurs du Sportster, les modèles K Sport et Sport Solo. Ces modèles K, KK, KH et KHK de 1952 à 1956 avaient un moteur à soupapes latérales (« flathead »), alors que les modèles plus récents du XL Sportster utilisent un moteur à soupapes en tête. Le premier Sportster de 1957 comportait bon nombre de pièces du KH, notamment le cadre, les garde-boue, le grand réservoir d'essence et la suspension avant.

## Construction

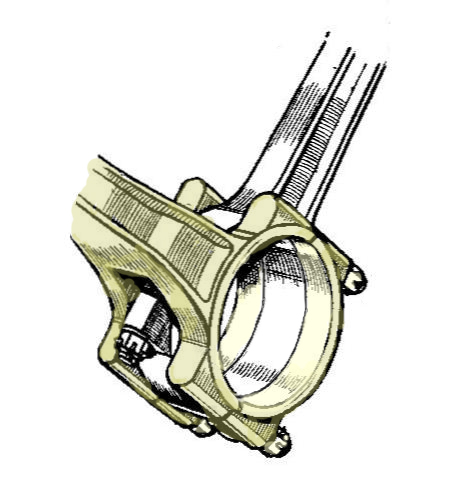
Bielles « fourche et lame » ou « couteau et fourche ».

Les Sportster sont motorisées par un bicylindre en V à 45° à quatre temps dans lequel les deux bielles, de conception « fourche et lame » ou « couteau et fourche », partagent un même maneton. Le moteur Sportster d'origine était le moteur Ironhead remplacé par le moteur Evolution en 1986.
Les différents moteurs Sportster comprennent des moteurs à soupapes latérales (modèles 1929 R, D, G et W de 737 cm3) et des moteurs à soupapes latérales « Big Twin », c’est-à-dire les modèles V flathead de 1 213 cm3, les modèles VL (1930–1936), les modèles U et UL (1937–1948) et les modèles VH et VLH de 1 311 cm3 de 1936, les modèles UH et ULH (1937–1941) ont quatre cames distinctes, avec un lobe par came.
Les suiveurs de came utilisés dans les moteurs Sportster, les modèles K, les Big Twins à soupapes latérales et la série de modèles W à soupapes latérales étaient une version légèrement plus courte des suiveurs utilisés dans les moteurs plus gros, mais avec le même diamètre du corps de 19 mm et le même diamètre de suiveur de rouleau de 22 mm depuis 1929. La société a utilisé des suiveurs de came similaires pendant des décennies, avec des modifications mineures, de 1929 aux années 80.
Les moteurs Sportster ont conservé le design du carter moteur des modèles K et KH, dans lequel la transmission est contenue dans le même moule que le moteur et entraînée par le moteur avec une transmission primaire à chaîne à 35 rangées et un embrayage à câble multi-disques. Depuis 1991 les modèles possèdent une boite à cinq vitesses ; les modèles 1990 et antérieurs avaient quatre vitesses.
Le moteur était monté directement sur le cadre de 1957 à 2003. Bien que ce système permette à la moto d’être un peu plus légère avec une tenue de route plus précise, il transmet également les vibrations du moteur directement au pilote. En 2003, Harley-Davidson a produit un nombre limité de modèles sportifs. Ils sont identifiés par les codes de peinture et les plaques commémoratives du centenaire marquant les tôles, le boîtier du compteur et le moteur. Les Sportster commercialisés depuis 2004 et par la suite utilisent des supports isolants en caoutchouc et des biellettes pour limiter les mouvements du moteur dans un seul plan, ce qui réduit considérablement les vibrations ressenties par le motard. Les motos Buell construites avec des variantes du moteur Sportster utilisent un système de montage en caoutchouc depuis 1987.
La Model K, à partir duquel le Sportster a évolué, était la première moto civile produite par Harley-Davidson avec amortisseurs hydrauliques sur les deux roues. Le modèle est communément appelé « modèle K ».

## Série K
Cette série fut développée à partir du modèle 45 W précédent, mais avec le moteur à culasses flatehead à soupapes latérales révisée et la nouvelle transmission à 4 vitesses contenue dans les mêmes carters qui seront utilisées sur le Sportster. Le Sportster hérite des bielles et de nombreux autres éléments de même conception et dimensions.
- Modèles K et KK 1952-53 : moteurs à soupapes latérales de 750 cm3, utilisant l'alésage du modèle 45 et une course de 70 × 97 mm
- Modèle KR (compétition uniquement) 1953-69 : moteurs à soupapes latérales de 750 cm3
- Modèles KH et KHK 1954-56 : moteurs à soupapes latérales de 888 cm3, utilisant l'alésage du modèle 45, mais avec une course augmentée à 1 156 mm. Il s'agit du seul petit bicylindre ayant une course plus longue que 97 mm. La course plus courte est par ailleurs universelle pour toute la ligne 45 / K / Sportster de 1929 à nos jours, exceptions faites des XR750 et XB9 Buell.

## XL série Sportster
- XL Ironhead, 1957-1985 : moteurs de 883 cm3 et 1 000 cm3 à soupapes en tête Ironhead et culasses en fonte, châssis de la série K.

- XLCH Ironhead, (surnom officieux « Competition Hot »), 1958-1971 : 883 cm3 et 1 000 cm3 à partir de 1972.
- XR-750 (1970-1971) : modèle compétition à l'exception de la moto de cascade d'Evel Knievel sponsorisé par Harley-Davidson entre 1970 et 1977,  moteur à soupapes en tête de 750 cm3, culasses en acier.
- XR-750 (1972-1985) : uniquement en compétition, à l'exception notée ci-dessus. Moteur à soupapes en tête de 750 cm3, culasses en alliage.
- XLCR (1977-1978-1979) : moteur Café Racer à soupapes en tête de 1 000 cm3, culasses en acier. 2 000 exemplaires en 1977, 1 200 en 78 et 9 en 1979.
- XR-1000 (1983-1984) : modèle urbain de 1 000 cm3 utilisant une culasse de compétition XR et d'autres pièces de moteur XR.
- XLR : moteurs à soupapes en tête de 883 cm3, culasses en acier.
- XLS Roadster (1979-1982) : Ironhead 1 000 cm3, boite 4 vitesses, pièces de série — fourches plus longues, selle 2 places, sissy bar, cale-pieds pour autoroute, réservoir de 13.5 litres (1979)[2].
- XLS Roadster (1983-1985) : Ironhead 1 000 cm3, réservoir de carburant de 15 litres avec console.
- XL Evolution (depuis 1986) : également connu sous le nom « Evo ». Moteurs à soupapes en tête Evolution de 883 cm3, 1 100 cm3 et 1 200 cm3, culasses en alliage.

## Changements importants par années
- 1957 : présentation du moteur à soupapes en tête Ironhead[3].
- 1958 : présentation du modèle XLH haute compression et du modèle XLCH « Competition Hot » plus sportif.
- 1967 : démarreur électrique sur XLH[4].
- 1972 : le moteur à soupapes en tête Ironhead de 1972 remplace le 900 cm3. La puissance revendiquée était de 61 ch (45 kW) à 6 200 tr/min et une vitesse maximale de 187 km/h[3].
- 1975 : passage au changement de vitesse du côté gauche (DOT mandate).
- 1976 : édition limitée Liberty Edition commémorant le bicentenaire des États-Unis.
- 1977 à 1979 : double tuyaux d'échappement Siamois, introduits sur le café racer XLCR de Willie G. Davidson en 1977[5], ainsi que sur le cadre et le frein à disque hydraulique arrière également introduits sur le XLCR. Édition limitée Confederate Edition Sportster produite durant un an.
- 1979 : dernière année pour le démarrage au kick, uniquement pour XLCH (141 exemplaires).
- 1985 : dernière année pour le moteur à soupapes en tête Ironhead.
- 1986 : moteur Evolution commercialisé en 883 cm3 et 1 100 cm3.
- 1988 : le moteur de 1 200 cm3 remplace le moteur de 1 100 cm3.
- 1988 : le carburateur à vitesse constante remplace le carburateur à papillon.
- 1991 : la transmission à cinq vitesses remplace la transmission à quatre vitesses.
- 1991 : l'entraînement par courroie remplace l'entraînement par chaîne sur les modèles Deluxe 883  et 1200.
- 1993 : transmission par courroie standard sur tous les Sportster.
- 1994 : réservoir d'huile amélioré, plateau de batterie et embrayage de série.
- 1994 : nouveau système électrique avec connecteurs étanches.
- 1995 : le compteur de vitesse est maintenant électronique et non plus mécanique.
- 1996 : modèle custom XL1200C.
- 1998 : deux bougies d'allumage par cylindre et cames hautes performances sur le XL1200S.
- 2000 : introduction des roulements de roue étanches et des étriers de frein à quatre pistons.
- 2003 : dernière année pour le moteur Evolution monté rigide sur le cadre de 1957.
- 2004 : tout nouveau cadre avec le moteur monté sur amortisseurs caoutchouc pour une réduction des vibrations. Suppression de la trappe de transmission, Hamcan de nouvelle forme, tuyau d'équilibrage d'échappement déplacé sous le filtre à air, masqué et caché derrière les silencieux afin que le moteur sont plus visible, nouveau panneau latéral droit de réservoir d'huile plus lisse avec remplissage et jauge. La batterie précédemment exposée est maintenant enfermée derrière un panneau latéral correspondant à gauche
- 2005 : bras oscillant arrière élargi à 25 mm pour augmenter la stabilité.
- 2006 : le nouveau XR1200 est présenté à l'Intermot de Cologne, Allemagne. La XR1200 est la première Harley-Davidson à utiliser l'injection de carburant Down Draft DDFI II. À paraître comme modèle fin 2006. Introduction des engrenages hélicoïdaux de la transmission (2e-5e).
- 2007 : l'injection de carburant remplace les carburateurs sur tous les modèles.
- 2008 : la fourche avant passe de 19 à 25 mm de diamètre, le diamètre du bras arrière est réduit de 25,4 à 25 mm.
- 2009 : approche individuelle pour les gardes-boue avants, remplacés par une forme de garde-boue personnalisée pour correspondre au diamètre des roues de chaque modèle.
- 2010 : l'ECU est relocalisé pour permettre plus de variation dans la sélection des selles en après-vente. Option de plaque d'immatriculation montée sur le côté sur certains modèles.
- 2014 : nouveau faisceau électrique multiplexé, nouveaux freins plus grands, option ABS pour les freins, télédéverrouillage, nouveau compteur de vitesse avec indicateur de vitesse/tachymètre, taux de compression du moteur augmenté, convertisseur catalytique.
- 2021 : arrêt des importations en Europe des modèles Sportster en raison de l'impossiblité de passer le moteur Evolution aux normes Euro 5[6].
- 2021 : lancement du nouveau Sportster S.
- 2022 : lancement du nouveau Nightster.
- 2023 : fin de la production des moteurs Evolution (883 et 1200) et des modèles de la gamme Sportster[7],[8].

## Production et modèles Sportster notables
- XL900 : version originale à compression moyenne.
- XLH900 : identique au XL standard mais le « H » désignant le moteur à haute compression.
- XLC900 : version tout-terrain du XL, le XLC est uniquement doté d'un allumage par magnéto et d'un kickstart (ainsi que de plusieurs autres modifications visant à limiter le poids).
- XLCH900 : version tout-terrain de la XLH — ou la XLC avec le moteur haute compression — le « CH » désignant « compétition/compression élevée ». Après un an les feux, le compteur de vitesse et les spécifications légales pour un usage routier sont arrivés.
- XLX-61 : Sportster de l'époque « Ironhead » d’entrée de gamme, disponible avec garniture épaisse en noir, échappement et guidon noirs ou rouge avec échappement et guidon chromés.
- XLT1000 Tourer de 1977 : modèle spécial avec réservoir plus grand, pare-brise, une selle plus grande et des sacoches de Superglide.
- XLCH, XLH et XLT Harley-Davidson Confederate Edition de 1977 : modèles avec peinture commémorative et décoration sur réservoir et garde-boue. Très faible production avec seulement 45 modèles XLCH, 229 XLH et 15 XLT[9].
- XLCR1000 Cafe Racer : disponible entre 1977 et 1979[5].
- XR1000 : deux pots d'échappement plats en position haute à gauche et deux filtres de type K&N décalés alimentant les carburateurs Dell'Orto à droite. Moteur de 1 000 cm3 avec une combinaison de pièces de XLX Sportster et de pièces modifiées de XR-750[10].
- XLH883
- XLH1100
- XLH1200
- XLH883 Deluxe : selle double, tachymètre, barres de protection et roues à rayons (par rapport à la selle monoplace, compteur de vitesse uniquement, barres basses et roues en alliage pour le modèle standard XLH883).
- XLH883 Hugger : hauteur de selle basse et suspension réduite, précurseur des modèles « XL low ».
- XL53C Custom 53 (EU) XL883C « Custom » (US) 1998-2003 (883 cm3) : commandes avancées, selle duo, roue arrière pleine et barres de remorquage montées sur une colonne montante. Ce modèle est devenu le XL883C Custom dans le monde entier avec la version 2004 montée sur caoutchouc.
- XL883 Sportster 883 : selle mono, modèle standard, commandes centrales, roues fils ou alliage à 13 bâtons.
- XL883C Custom : réservoir custom plus large et plus plat, commandes avancées, selles duo, roues à fil de 21 pouces à l'avant et des roues pleines de 16 pouces à l'arrière.
- Les modèles XL1200C « Custom » : la version à montage rigide sur cadre avaient une selle double et un réservoir normal plus large, les modèles montés sur caoutchouc ont une selle plus lisse et un réservoir plus plat, tous équipés de roues à disques de 21 et 16 pouces et de commandes avancées.
- XL883L Low : selle solo, amortisseurs bas, commandes intermédiaires, roues fils ou alliage à 13 bâtons.
- XL1200L Low : selle double, amortisseurs intermédiaires, commandes intermédiaires, réservoir plus large et plus plat « Custom », roues fils ou à alliage à 13 bâtons.
- XL1200S Sport : équipé d'une suspension réglable avec embase piggyback, freins avant à double disque, cames plus pointues et roues en alliage à 13 bâtons. Les modèles ultérieurs sont équipés de culasses à double allumage à un fil.

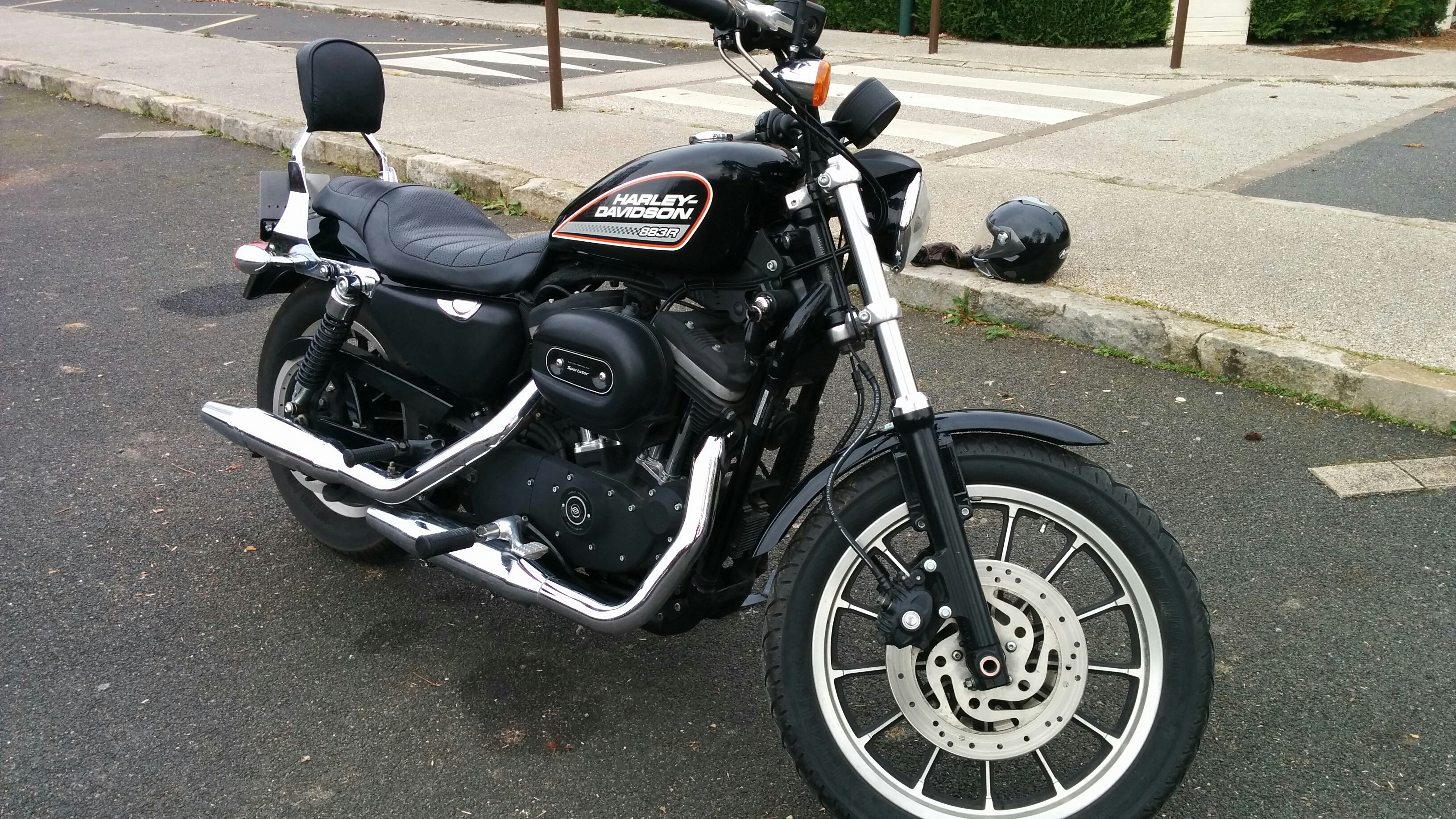
Harley Davidson 883R (2008)

- XL883R Roadster : dotés d'échappement 2 en 1, de roues en alliage à 13 rayons, d'un moteur noir. Disponibles en orange et noir avec des graphismes «R» et un damier sur le réservoir, les modèles sur silentblocs en caoutchouc ont un échappement 2 en 2, une selle double légèrement différente, option roues fils. Les versions R ont toutes trois disques de frein et un compte-tours. En 2010, le XL883R reçoit officiellement le suffixe « Roadster ».
- XL1200R Roadster : bloc noir avec ailettes surlignées, trois disques de frein, compte-tours, peinture orange disponible (mais aucun graphisme « R » ni modèle « 08 ») avec un réservoir plus plat et plus large qui l'éloigne du XL883R.
- XL50 1200 50th Anniversary 2007 : production limitée à 2 000 exemplaires.
- XL1200N Nightster : premier des Dark Customs à combiner feux arrière/stop avec des voyants à LED, plaque d'immatriculation éclairée, silencieux coniques (silencieux à découpe latérale pour le marché américain) montés sur le côté, amortisseurs de 279 mm, commandes intermédiaires et roues fils.
- XL883N Iron : similaire au Nightster avec davantage de pièces noires, jantes noires Mag Wheels en alliage à 13 branches et commandes centrales.
- XR1200 : moto de style «Euro» plus sportif, fourche inversée, moteur Sportster retravaillé avec culasses XR, nouveau cadre, disques doubles à quatre pistons, jantes aluminium à trois branches 120/70-18 et 180/55-17, commandes reculées. Création d'une compétition de série pour ce modèle.
- XL1200X Forty-Eight : dans le style Dark, le Forty-Eight possède un petit réservoir Peanut de style classique de 1948, des roues à fils, des commandes avancées, un tout nouveau pneu avant de 130 mm et une petite selle monoplace.
- XR1200X : XR1200 avec amortisseurs arrière entièrement réglables, commandes avant entièrement réglable, disponible en couleurs de peinture Black Denim ou White Denim.
- XL883L SuperLow : nouveauté pour 2011, les jantes noires à 5 branches polies et pneus 120/70-18 et 150/60-17, réservoir plus large et plus plat Custom, commandes intermédiaires.
- XL1200C 1200 Custom : à partir de 2011, pneu avant 130/90B16, une fourche avant large, des jantes à cinq batons (le Royaume-Uni reçoit des fils), une nouvelle casquette de phare, un réservoir Custom plus large qui introduit le « H-D1 ».
- XL1200V « 72 » Radical Chopper : design inspiré du style classique chopper/bobbers du début des années 70 en vogue à cette époque. La peinture Hard Candy Custom (avec paillettes métalliques) est une option.
- XL1200NS Iron : (2018-2021) Proche de la version 883 avec un capot de phare avant noir, guidon mini-ape, des commandes centrales et jantes noires en alliage Mag Wheels à 9 branches.

### Harley-Davidson Nightster

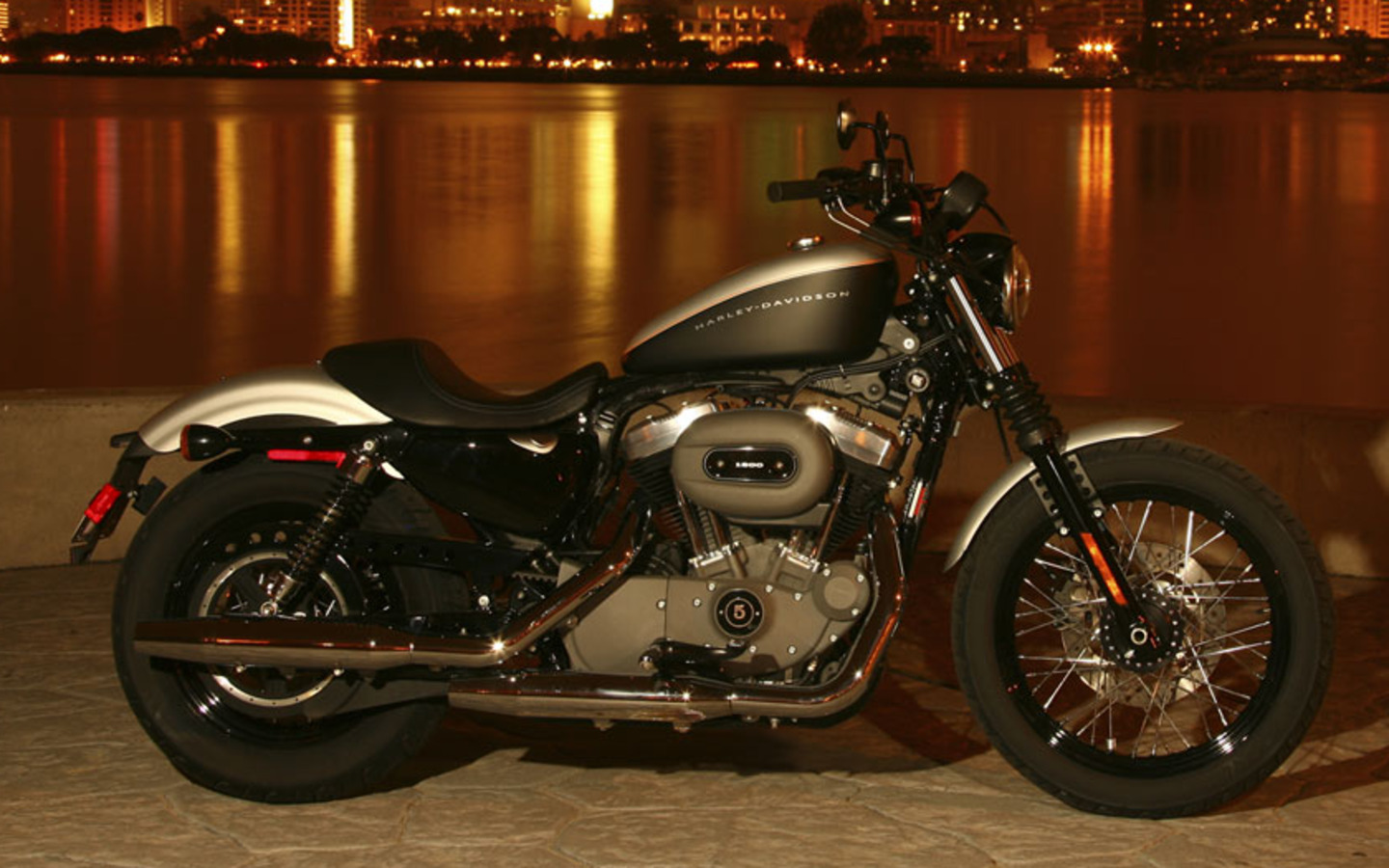
Harley-Davidson XL1200N Nightster de 2008.

Introduit en 2007, le XL1200N Nightster comprenait des éléments uniques tels qu'un garde-boue arrière tronqué, des soufflets de fourche et une plaque d'immatriculation montée latéralement. La position de conduite et les hauteurs d'assise du Nightster de 643 mm sont identiques à celles du XL883L Sportster Low. La version européenne (comme pour les Iron 883/1200 et le Forty-Eight) à une plaque d'immatriculation centrale, des amortisseurs arrière de 343 mm, des silencieux coniques et des feux à led/feux de freinage combinés. La moto a une puissance mesurée de 57,2 ch (42,07 kW) à la roue arrière et un couple de 87,3 N m. Sa vitesse maximale est de 172 km/h pour un poids de 256 kg.
Le Harley Iron 883 sorti en 2009 est une version «réduite» du Nightster. Les principales différences sont le moteur noir, les roues alliage Moriss Mag au lieu de jantes fils, un guidon plus étroit et bien sûr la plus faible cylindrée du moteur. En 2018 sort la version 1 200 cm3 Iron. Comme la version 883 l'ambiance est noire mais elle se différencie par la décoration du reservoir inspirée des années AMF, son capotage de phare noir, un guidon mini-ape et une selle différente.

### XR1200

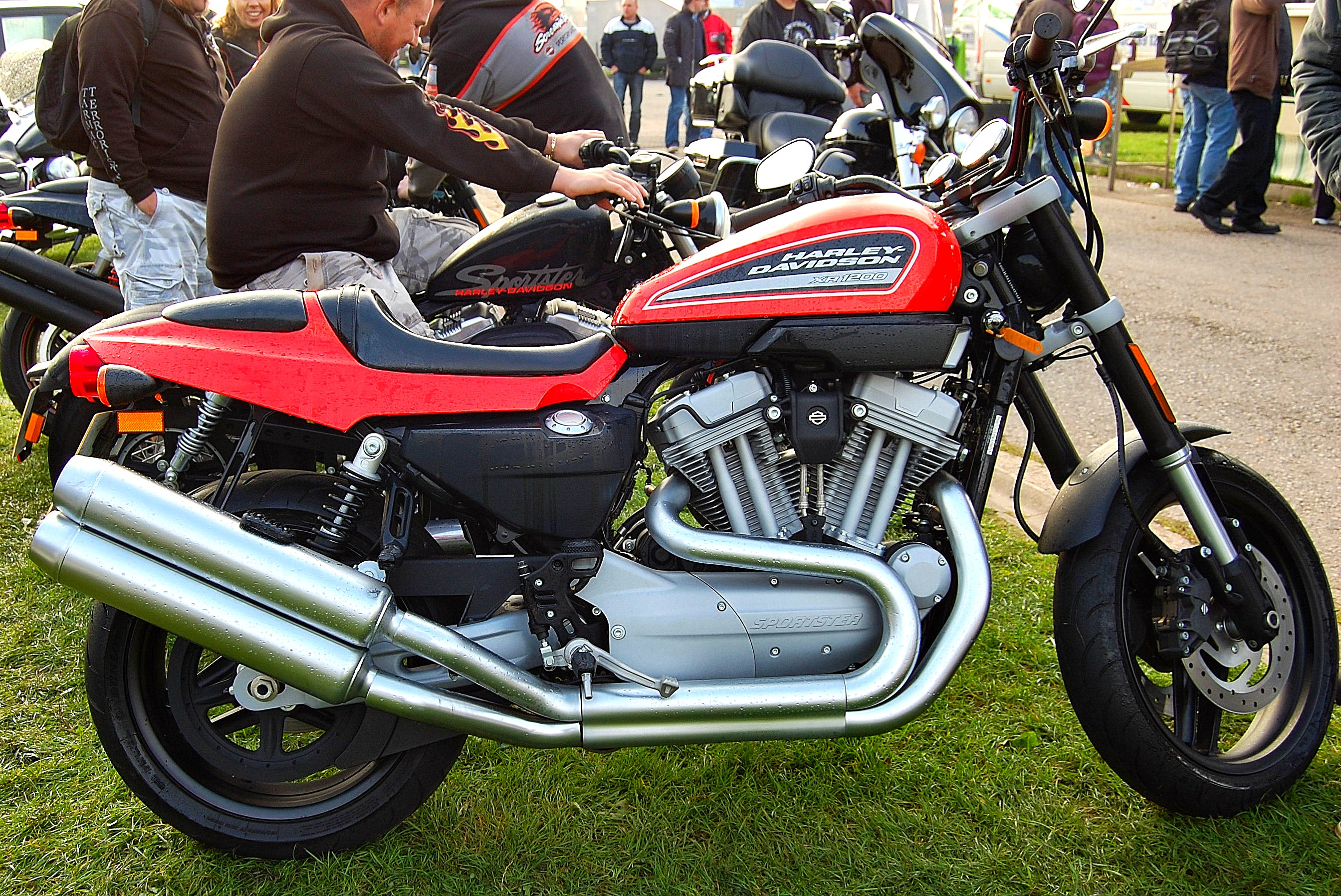
Harley-Davidson XR1200 de 2010.

Au cours de l'année 2008 Harley-Davidson a lancé le XR1200 Sportster en Europe, en Afrique et au Moyen-Orient. La XR1200 était équipée d'un moteur Evolution produisant 91 ch (68 kW), de freins à disque double à quatre pistons à l'avant et d'un bras oscillant en aluminium. La revue Motorcyclist avait fait sa couverture de juillet 2008 le XR1200 et était globalement positive à son sujet. Dans son article First Ride, à plusieurs reprises, la revue invitait Harley-Davidson à la commercialisé aux États-Unis. Une des raisons possibles de la disponibilité tardive aux États-Unis était le fait que Harley-Davidson devait obtenir les droits de dénomination « XR1200 » de Storz Performance, un atelier de personnalisation Harley situé à Ventura, en Californie. Le XR1200 est sorti aux États-Unis en 2009, dans une palette de couleurs spéciale comprenant le Mirage Orange, qui souligne son héritage en matière de dirt-tracker. Les 750 premiers exemplaires XR1200 de 2009 étaient pré-commandés et portaient une plaque Numéro 1 à l'avant de la moto, dédicacée par Kenny Coolbeth et Scott Parker, ainsi qu'une lettre de remerciement et de bienvenue de Harley-Davidson, signée par Bill Davidson. La XR1200 a été arrêtée sur le marché américain pour la gamme 2013. La moto a une puissance mesurée de 79,26 ch (58,3 kW) à la roue arrière et un couple de 91,56 N m (roue arrière). La vitesse maximale est de 194,2 km/h pour un poids de 260 kg.

### Forty-Eight

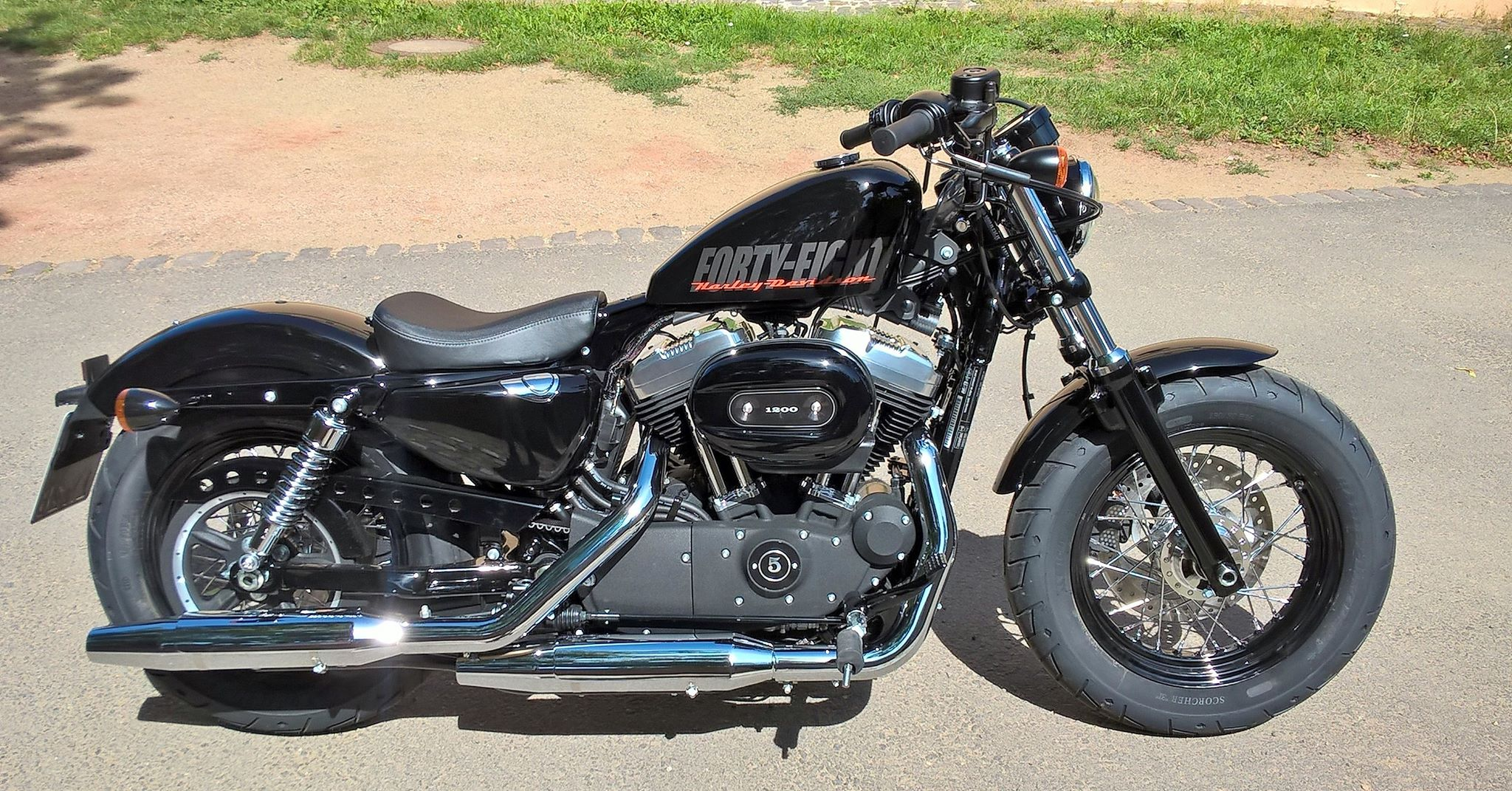
Forty-Eight.

Harley-Davidson a présenté le modèle XL1200X Forty-Eight au cours de l'année 2010. Il ressemble au style Dark du Nightster mais présente le petit réservoir Peanut de style 1948, des roues à fil, des commandes avancées, un pneu avant plus large avec une grosse fourche avant et un garde-boue avant réduit, un petit compteur, des rétroviseurs inversés, une selle individuelle solo et des suspensions à faible débattement.

### Seventy-Two
En 2012, Harley-Davidson a présenté le modèle XL1200V Seventy-Two, vendu jusqu'en 2016. Il présente le style classique chopper/bobbers du début des années 1970 de cette époque. Il comprend un réservoir Peanut, des roues à fils, des pneus à flancs blancs, des commandes avancées, un rake un peu plus prononcé et une fourche avant légèrement plus longues, un garde-boue arrière court, un guidon hapenhanger et une suspension basse. La moto a une puissance mesurée de 55,45 ch (40,78 kW) à la roue arrière et un couple de 81,09 N m (roue arrière), une vitesse maximale de 174 km/h avec un poids tout pleins faits de 253,8 kg.

### Roadster
En 2016, Harley-Davidson a présenté le modèle XL1200CX Roadster. C'est le Sportster sportif qui a le style et la posture du café racer. Avec des commandes en position médiane et un guidon drag bar, on obtient une position de conduite légèrement inclinée vers l'avant. Une fourche à cartouche inversée de 43 mm et des amortisseurs à émulsion réglables en précharge à l'arrière permettent au roadster d'avoir le plus grand angle d'inclinaison de tous les Sportster. La moto embarque également des doubles freins à disque flottants de 300 mm et un ensemble tachymètre et compteur. La moto a une puissance mesurée de 65,4 ch (48,1 kW) à la roue arrière et un couple de 94,5 N m (roue arrière).

## Derniers modèles Evolution
Le Sportster avec le moteur Evolution refroidi par air proposait e Europe un certain nombre de modèles différents jusqu'en 2020 :
- SuperLow (XL883L) ;
- Iron 883 (XL883N) ;
- Iron 1200 (XL1200NS) ;
- Forty-Eight (XL1200X) ;
- Forty-Eight Special (XL1200XS) ;
- 1200 Custom (XL1200C) ;
- SuperLow 1200T (XL1200T) ;
- Roadster (XL1200CX)[15].

## Euro 5
En septembre 2020, Harley-Davidson annonce la suspension des importations en Europe des modèles Sportster. Ces motos ne répondant pas aux normes Euro 5 prévues à partir de janvier 2021 ne peuvent plus être commercialisées en Europe. La dernière évolution de ces modèle emblématiques de la gamme remontait à 2007 lors du passage à l'injection sur toute la gamme Sportster. Cependant certains de ces modèles sont toujours vendus aux États-Unis.

## 2021
En 2021, Harley-Davidson lance la nouvelle Sportster S. Présentée comme une "moto sportive custom" elle est équipée du nouveau moteur V twin Revolution Max 1250 T (pour Torque) à distribution variable et refroidissement liquide inaugurée sur la Pan America. Dans la revue indépendante Bennetts note que : «Malgré le nom de Sportster, les spécifications de la nouvelle Sportster S montrent qu'elle a plus en commun avec l'ancienne V-Rod que ses homonymes. À la fin de sa commercialisation, la V-Rod était équipée d'un bicylindre en V à DACT de 1247cc, refroidi par eau, produisant 125 ch (91,94 kW), ce qui la rapproche des 1252cc et 121 ch (89 kW) du nouveau Sportster S. Cependant la V-Rod était une machine beaucoup plus lourde (environ 300 kg selon la version) là où le Sportster S est une machine relativement légère avec 228 kg. Le résultat signifie que le nouveau Sportster devrait être une machine nettement plus performante que l'ancien V-Rod, à la fois en ligne droite et dans les virages.»

## Buell
La marque Buell commença par modifier des 4-cylindres 4-temps à refroidissement liquide, terminant des bicylindres en V 4-temps à refroidissement liquide, mais la grande majorité de leurs motos utilisait des moteurs de Sportster 883 et 1200 retravaillés. Grace s'ajout des culasses, cylindres et de l’injection de carburant conçus par Buell en 1999, ces modèles ont tous connu une augmentation de la puissance. Ces moteurs étaient également montés sur des supports en caoutchouc et étaient équipés d'un ventilateur permettant un meilleur refroidissement du cylindre arrière.